# Promenade
En promenade eller esplanade (f.eks. tysk WP definerer dem forskelligt) er en bred gangsti beregnet til spadsereture, hvor man kan promenere. Esplanader er beplantet med træer.